# District de Dowa
Dowa est un district du Malawi. Sa capitale administrative est Dowa.

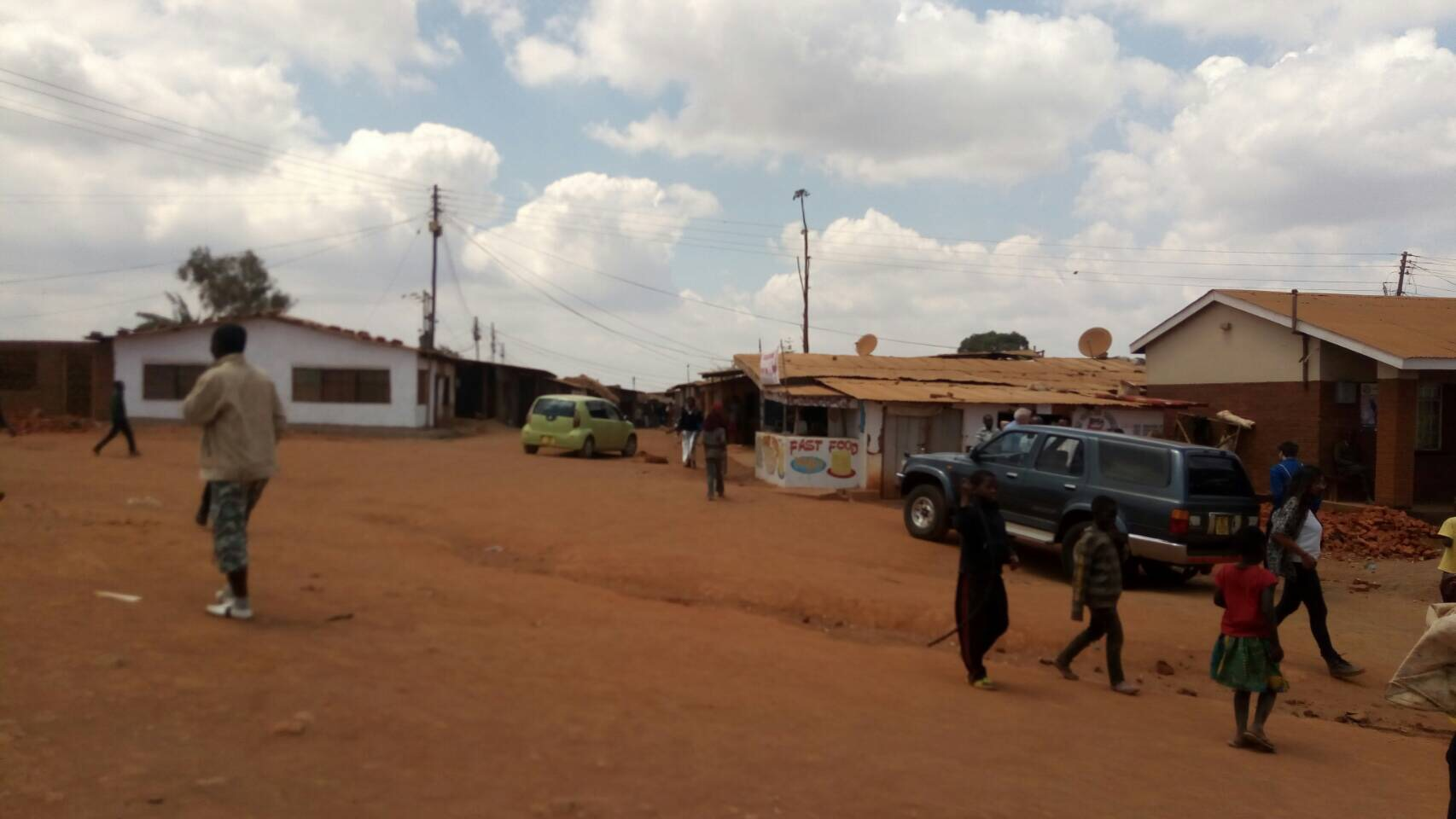
Street in Dowa district, 2019